# Hans Schneider (Wasserballspieler)
Hans-Joachim Schneider (* 21. Oktober 1909 in Duisburg; † 19. Juli 1972 ebenda) war ein deutscher Wasserballspieler.
Hans Schneider war Stürmer beim Duisburger Schwimmverein von 1898, mit dem er 1939, 1940 und 1941 Deutscher Meister wurde. Bei den Olympischen Spielen 1936 in Berlin wirkte er in allen sieben Spielen mit und erzielte dabei 22 Tore. Unter anderem erzielte er beide Tore beim abschließenden Spiel gegen Ungarn, welches mit 2:2 endete. Ungarn erhielt wegen des besseren Torverhältnisses die Goldmedaille, Deutschland gewann Silber. Auch bei der Europameisterschaft 1938 erhielt Schneider mit der deutschen Nationalmannschaft Silber hinter den Ungarn. Insgesamt nahm Schneider an 55 Länderspielen für Deutschland teil.
Sein Sohn Achim nahm ebenfalls als Wasserballspieler an Olympischen Spielen teil.